# Lijst van voetbalinterlands Bulgarije - Duitsland
Deze lijst van voetbalinterlands is een overzicht van alle officiële voetbalwedstrijden tussen de nationale teams van Bulgarije en Duitsland. De landen speelden tot op heden 21 keer tegen elkaar. De eerste ontmoeting was een vriendschappelijke wedstrijd in Leipzig op 20 oktober 1935. Het laatste duel, eveneens een  vriendschappelijke wedstrijd, vond plaats op 21 augustus 2002 in Sofia.

## Wedstrijden
| №  | Plaats          | Datum             | Competitie           | Wedstrijd                  | Uitslag |
| -- | --------------- | ----------------- | -------------------- | -------------------------- | ------- |
| 1  | Leipzig         | 20 oktober 1935   | Vriendschappelijk    | Duitsland − Bulgarije      | 4 − 2   |
| 2  | Sofia           | 22 oktober 1939   | Vriendschappelijk    | Bulgarije − Duitsland      | 1 − 2   |
| 3  | München         | 20 oktober 1940   | Vriendschappelijk    | Duitsland − Bulgarije      | 7 − 3   |
| 4  | Sofia           | 19 juli 1942      | Vriendschappelijk    | Bulgarije − Duitsland      | 0 − 3   |
| 5  | Augsburg        | 21 december 1958  | Vriendschappelijk    | West-Duitsland − Bulgarije | 3 − 0   |
| 6  | Sofia           | 23 november 1960  | Vriendschappelijk    | Bulgarije − West-Duitsland | 2 − 1   |
| 7  | Hannover        | 22 maart 1967     | Vriendschappelijk    | West-Duitsland − Bulgarije | 1 − 0   |
| 8  | Sofia           | 24 september 1969 | Vriendschappelijk    | Bulgarije − West-Duitsland | 0 − 1   |
| 9  | León            | 7 juni 1970       | WK 1970              | West-Duitsland − Bulgarije | 5 − 2   |
| 10 | Hamburg         | 12 mei 1973       | Vriendschappelijk    | West-Duitsland − Bulgarije | 3 − 0   |
| 11 | Sofia           | 27 april 1975     | EK 1976 kwalificatie | Bulgarije − West-Duitsland | 1 − 1   |
| 12 | Stuttgart       | 19 november 1975  | EK 1976 kwalificatie | West-Duitsland − Bulgarije | 1 − 0   |
| 13 | Sofia           | 3 december 1980   | WK 1982 kwalificatie | Bulgarije − West-Duitsland | 1 − 3   |
| 14 | Düsseldorf      | 2 november 1981   | WK 1982 kwalificatie | West-Duitsland − Bulgarije | 4 − 0   |
| 15 | Varna           | 15 februari 1984  | Vriendschappelijk    | BUL − West-Duitsland       | 2 − 3   |
| 16 | Augsburg        | 17 april 1985     | Vriendschappelijk    | West-Duitsland − Bulgarije | 4 − 1   |
| 17 | Sofia           | 22 maart 1989     | Vriendschappelijk    | Bulgarije − West-Duitsland | 1 − 2   |
| 18 | East Rutherford | 10 juli 1994      | WK 1994              | Bulgarije − Duitsland      | 2 − 1   |
| 19 | Sofia           | 7 juni 1995       | EK 1996 kwalificatie | Bulgarije − Duitsland      | 3 − 2   |
| 20 | Berlijn         | 15 november 1995  | EK 1996 kwalificatie | Duitsland − Bulgarije      | 3 − 1   |
| 21 | Sofia           | 21 augustus 2002  | Vriendschappelijk    | Bulgarije − Duitsland      | 2 − 2   |

## Samenvatting
| Competitie        | Totaal gespeeld | Winst Bulgarije | Gelijk | Winst Duitsland | Doelsaldo Bulgarije – Duitsland |
| ----------------- | --------------- | --------------- | ------ | --------------- | ------------------------------- |
| WK-eindronde      | 2               | 1               | 0      | 1               | 4 − 6                           |
| WK-kwalificatie   | 2               | 0               | 0      | 2               | 1 − 7                           |
| EK-kwalificatie   | 4               | 1               | 1      | 2               | 5 − 7                           |
| Vriendschappelijk | 13              | 1               | 1      | 11              | 14 − 36                         |
| Totaal            | 21              | 3               | 2      | 16              | 24 − 56                         |

Wedstrijden bepaald door strafschoppen worden, in lijn met de FIFA, als een gelijkspel gerekend.